# Meredith Baxter
Meredith Ann Baxter (ur. 21 czerwca 1947 w South Pasadena) – amerykańska aktorka, producentka i reżyserka telewizyjna.

## Życiorys
Przyszła na świat w South Pasadena w stanie Kalifornia o godz. 8:18 jako córka aktorki i twórczyni sitcomów Whitney Blake i Toma Baxtera, który pracował w radiu. Jej ojczym Allan Manings pisał scenariusze do sitcomów. Ukończyła szkołę średnią w Hollywood. 
Zadebiutowała na kinowym ekranie drugoplanową rolą Eve Garrison w filmie grozy Ben (1972). Zabłysnęła w telewizyjnej roli Nancy Lawrence Maitland w serialu Rodzina (Family, 1976-80), otrzymując dwukrotnie za rolę nominację do nagrody Emmy, w 1977 i 1978 roku. W komedii telewizyjnej HBO Próżności (Vanities, 1981) wystąpiła jako Joanne z Annette O'Toole i Shelley Hack. Następnie wcieliła się w postać byłej hippiski Elyse Keaton w sitcomie Więzi rodzinne (Family Ties, 1982–1989) u boku Michaela J. Foxa, z którym spotkała się po latach na planie sitcomu Spin City (1997).

## Życie osobiste
Jest wegetarianką. Była trzykrotnie zamężna. Ze swoim pierwszym mężem Robert Lewis Bush (23 czerwca 1966 do 1969) ma dwoje dzieci – Teda i Evę. Jej drugi ex-mąż to aktor David Birney (od 10 kwietnia 1974 do 1989), znany z sitcomu Bridget Loves Bernie, gdzie ona zagrała jego żonę. Ma z nim troje dzieci – córkę Kate i bliźniaki – Peter i Mollie (ur. 1984). Została także żoną (od 21 października 1995 do 2000) aktora Michaela Blodgetta. 
2 grudnia 2009 roku podczas programu telewizyjnego dokonała publicznego coming outu, twierdząc, że dopiero po trzech małżeństwach, z których ma piątkę dzieci uzmysłowiła sobie, że jest lesbijką. Teraz prowadzi otwarte życie w Kalifornii, wspierając tamtejsze środowisko LGBT.